# Архетип (психология)
Архети́п (от др.-греч. ἀρχέτυπον «первообраз, оригинал, подлинник, образец») — в аналитической психологии структурный элемент коллективного бессознательного. Не путать с архетипическим образом.

## История
Согласно академическому «Новому словотолкователю» Николая Яновского (1803 год), в начале XIX века слово «архетип» употреблялось только в одном выражении: архетип света, то есть идея, в соответствии с которой Бог создал мир. Более поздние толковые словари упоминали архетип также в качестве термина, обозначающего подлинник произведения искусства. В 1848 году английский зоолог Ричард Оуэн предложил именовать архетипом прототипы организмов, однако после публикации «Происхождения видов» Чарлза Дарвина его идея была отвергнута.

### Персонификации либидо
Возвращение термина «архетип» в науку состоялось в первой половине XX века благодаря швейцарскому психиатру Карлу Густаву Юнгу. Процесс охватил несколько этапов. Первый пришёлся на 1912 год, когда была опубликована книга Юнга «Метаморфозы и символы либидо» (при переводе в 1916 году на английский язык она получила название «Психология бессознательного»). Несмотря на некоторые разногласия с Зигмундом Фрейдом (Юнг более широко трактует понятие либидо), произведение написано с позиции фрейдизма. В частности, базисом для образа Троицы в нём названы мужские гениталии. В то же время книга закладывает основы будущей теории: либидо описывается как бессмертная часть человека, ассоциируемая с богами. Перечислены персонификации либидо (завоеватель, герой, демон, материнское либидо). Создан фундамент концепции архетипического путешествия героя, в том числе предусмотрена битва героя с драконом.
В 1916 году Юнг опубликовал в журнале «Archives de psychologie» статью «Структура бессознательного», в которой уже открыто полемизирует с Фрейдом. Прежде всего, он отказывается считать вытеснение главным механизмом формирования бессознательного. Затем, помимо индивидуального (личного) бессознательного, Юнг вводит понятие коллективной психики, состоящей из коллективного разума и коллективной души. Наличием последней объясняется похожесть мифов различных народов. К элементам коллективной психики он отнёс архаически-символические проявления, встречающиеся в фантазиях и снах, инстинкты и фундаментальные формы мышления. Приобщение коллективного психического к личности вызывает гипертрофию эго-сознания (богоподобие), что компенсируется развитием комплекса неполноценности. Там же автор рассматривает понятие персоны, ещё не называя её архетипом; персона понимается им как маска коллективной психики. Далее, вводится понятие анимы и анимуса как компромиссных образований между индивидуальным и коллективным бессознательным. Растворение в безличном бессознательном опасно для человека риском возникновения психических расстройств, поэтому Юнг отстаивает необходимость индивидуации. Последняя подразумевает синтез индивидуальной и коллективной частей психики, который осуществляется с помощью воображения.

### Изначальные образы
В 1917 году Юнг публикует книгу «Психология бессознательных процессов» (нем. Die Psychologie der unbewußten Prozesse), ставшую расширенным изданием статьи «Новые пути в психологии» (вышла в 1912 году). В ней психиатр претендует на то, чтобы осуществить синтез фрейдизма и индивидуальной психологии Альфреда Адлера. В работе раскрывается сущность «изначальных» образов (англ. primordial images), идею которых психиатр позаимствовал у культуролога Якоба Буркхардта. Объясняется, каким путём врач выявил наличие таких образов, изучая у пациентов фантазии переноса. Говорится, что изначальные образы притягивают к себе максимальную сумму психической энергии, заставляя эго служить им; Эндрю Самуэлс усматривает в этом утверждении влияние экономического подхода из метапсихологии Фрейда. Противостоять захватывающему сознание влиянию образов человек может только после осознания факта, что в его поведении имеется иррациональная составляющая. Попытки отрицать или иным образом вытеснить из сознания иррациональную часть только усиливают позиции бессознательного; для объяснения этого парадокса Юнг обращается к заимствованному у Гераклита термину энантиодромия. Далее, психиатр продолжает развивать концепцию путешествия героя, закладывая основу для понятия кризиса среднего возраста: у первой и второй половин жизни разные задачи. Наконец, он даёт определение коллективному бессознательному: это образ мира, который сформировался у человеческого вида ещё в незапамятные времена. С течением времени в этом образе выкристаллизовывались определённые черты, названные доминантами.

### Изначальные формы
Слово «архетип» впервые употребляется Юнгом в докладе «Инстинкт и бессознательное» на состоявшемся 12 июля 1919 года в Лондоне симпозиуме Британского психологического общества; доклад был опубликован в ноябре того же года в British Journal of Psychology. В нём автор объясняет, что термин взят у Аврелия Августина (тот упоминает об архетипах в книге XV трактата «О граде Божьем»). Концепция архетипов нужна автору для того, чтобы показать точки соприкосновения теории коллективного бессознательного с предшествующей философской и научной мыслью. Прежде всего, Юнг называет архетипы не образами, а изначальными формами, тем самым обращаясь ко введённому Аристотелем различию между формой и явлением. Это даёт ему повод подкрепить свою теорию ссылкой на концепцию эйдосов Платона и его многочисленных последователей. Также открывается возможность провести параллели между архетипами и инстинктами. Юнг постулирует, что коллективное бессознательное состоит из инстинктов и архетипов.

### Развитие темы
В 1928 году швейцарец расширил статью «Структура бессознательного» до книги «Отношения между эго и бессознательным». В ней особо подчёркивается, что архетипы означают не унаследованные идеи, а унаследованную предрасположенность к ним. Показано, что индивид балансирует между двумя полюсами коллективной психики: с одной стороны, личность соблазняется обществом как коллективным сознанием с помощью социальных ролей и статусов, с другой — коллективным бессознательным с его собственными стимулами. Автор приводит новые аргументы против слияния личности с коллективной психикой: доминирование в сознании коллективных психических форм приводит к вытеснению индивидуального в бессознательное, где они превращаются в принципиально скверное, деструктивное и анархическое. По-новому формулируется смысл поединка героя с драконом, о котором говорилось в «Метаморфозах и символах либидо»: теперь герой должен победить в себе коллективное психическое, а именно освободиться как от покровов персоны, так и от власти архетипических образов. Сформулировано понятие самости: это желательное состояние, при котором бессознательное сотрудничает с сознанием, давая человеку подсказки через сновидения. При этом Юнг заявляет, что коллективное бессознательное как идея объективной психики равнозначно тому, что первобытные народы понимают под духами. Наконец, учёный впервые формулирует этапы индивидуации: освобождение от персоны, затем от тирании фигуры анимы (или анимуса), в конце от сверхчеловеческих иллюзий архетипа мана-личности.
В дальнейшем, по признанию Юнга, его главным образом интересовали вопросы исторических и этнологических параллелей, в решении которых он получил существенную помощь со стороны Эриха Нойманна. Итоги этих исследований подведены учёным в 1942 году в книге «О психологии бессознательного» (нем. Über die Psychologie des Unbewußten), которая стала пятым изданием «Психологии бессознательных процессов».

### Архетип и символ
В 1947 году Юнг опубликовал статью «О природе психического», в которой попытался систематизировать свои взгляды на психику. Он выделил две доминанты коллективного бессознательного, между которыми скользит сознание. Один полюс это инстинкты, представляющие собой природу или материю (физическое). Противоположная доминанта это архетипы или универсальные идеи, представляющие собой область духа (психическое). Как инстинкты, так и архетипы это непознаваемые вещи в себе, проявляющиеся через феномены. Подобно катоду и аноду, инстинкты и архетипы генерируют потоки энергии для психических процессов. Выдвинута идея, что в конечном счёте материя и психика могут оказаться тождественными (для иллюстрации тезиса использован символ Уробороса), о чём может свидетельствовать явление синхроничности. Показано, что архетипические представления (образы и идеи) это посредники между архетипами и сознанием.
Годом позже психиатр переиздал статью 1928 года «Об энергетике души», расширив её и дав новое название «О психической энергии». В ней объясняется модель движения психической энергии между инстинктом и архетипом. В состоянии покоя психическая энергия тратится на обеспечение жизнедеятельности организма, то есть на удовлетворение инстинктов. Однако человек обладает относительным избытком психической энергии (избыточным либидо). Этот излишек энергии трансформируется в создание культуры. Трансформация энергии происходит с помощью символов, которые синтезируются из бессознательного, то есть из архетипов (здесь Юнг называет их мнемоническими вложениями). Символы должны быть достаточно притягательными, чтобы пересилить инстинкты. Тем самым в данной статье автор заменяет архетипические образы термином «символ», также на символ переносится роль доминанты. Наконец, автор не столь категоричен в требовании всеобщей индивидуации, чем это было в книге «Отношения между эго и бессознательным», и роль символа оценивается им положительно.
В 1950 году Юнг переиздал книгу «Метаморфозы и символы либидо» под названием «Символы трансформации». Там закрепляются идеи, высказанные в последних двух трудах. Прямо подчёркнуто, что символы, трансформирующие психическую энергию, гнездятся в бессознательном архетипе (§ 344). Герой – это символ самости, которая проявляет себя сразу как сумма всех архетипов (§ 516). Автор пересматривает прежнее негативное отношение к мана-личности, допуская в отношениях между Богом и самостью аналог гомоузии (§ 612).
Последующие сочинения были посвящены отдельным архетипам. Завершение создания классической концепции архетипов связано с появлением книги «Комплекс/архетип/символ в психологии К. Г. Юнга» Иоланды Якоби (1952 год) и сборника «Человек и его символы» (1961 год). К обоим произведениям Юнг написал предисловия.

## Классическая школа

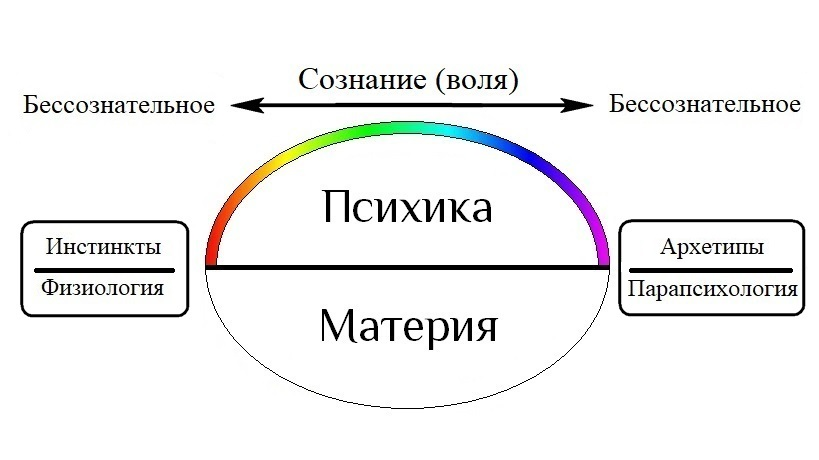
Место архетипов в unus mundus согласно представлениям К. Г. Юнга.

### Архетипы в unus mundus
Согласно концепции Карла Густава Юнга, мир состоит из пар противоположностей. Противоположности перетекают друг в друга (энантиодромия), их полярность является условием течения энергии, а соединение (конъюнкция) приводит к появлению более высоких уровней организации бытия. Высший уровень бытия (unus mundus) разделён на такие пары, как материя и психика. Психика разделена на индивидуальную (принадлежащую отдельному человеку) и коллективную формы (принадлежащую обществу); обе они делятся далее на сознание и бессознательное. Наконец, коллективное бессознательное разделено на инстинкты и архетипы.

### Архетипы в коллективном бессознательном
Хотя наличие у человека инстинктов не доказано, классическая школа аналитической психологии относит инстинкты к области физиологических потребностей, воспринимаемых органами чувств. В таком случае архетипы влияют на психическую деятельность противоположным образом — через образы и тесно связанные с ними эмоции. Например, математик Анри Пуанкаре и химик Фридрих Кекуле совершили важные открытия благодаря образам, увиденным в сновидениях. В 1965 году Самуэль Самбурский показал, что все базовые теории современной физики происходят из образов, открывшихся ещё античным натурфилософам.
Общим у инстинктов и архетипов является то, что это врождённые психические структуры, часть человеческой биологии. Тезис о возможности существования врождённой психики подтверждается явлением психологических типов: интроверсия и экстраверсия являются для индивида врождёнными, а не приобретаемыми качествами. Общей является также двойственная природа элементов коллективного бессознательного: сами по себе они невидимы, однако мы можем судить о них постольку, поскольку они проявляются в виде психологических комплексов, которые переживаются индивидом как субличности. Сознательное эго тоже всего лишь один из комплексов, хотя и центральный. У бессознательного также имеется центр, называемый самостью. Следует отличать архетипы как коллективные комплексы от личных комплексов. Если личные комплексы могут породить лишь пагубное пристрастие к чему-либо, то архетипы дают жизнь мифам, религиям и философским концепциям.
Существуют разногласия относительно места, где могут располагаться архетипы в человеческом теле. Майкл Фордхам, Леопольд Стейн (англ. Leopold Stein) и Энтони Стивенс предполагали, что архетипы следует искать в молекулах ДНК. Эрнест Росси (англ. Ernest Rossi) считал, что архетипы расположены в полушариях головного мозга; тень, анима и анимус могут основываться на процессах, происходящих в правом полушарии. Нейропсихолог Джеймс Генри (англ. James P. Henry) высказал гипотезу, что архетип должен находиться в самой древней части мозга — рептильном мозге.
Наконец, как инстинкты, так и архетипы способны доминировать над сознанием. Мария-Луиза фон Франц приводит пример, как английские колонисты в Африке поневоле «заражались» местной ментальностью. В силу этой особенности люди наделяют комплексы божественными (нуминозными) свойствами; именно коллективные комплексы понимались в древности под духами, демонами или богами. Но отличие в том, что инстинкты влияют на поведение непосредственно, а архетипы обусловливают процесс познания. В частности, познание мира новорождённым объясняется архетипическими формами: ребёнок нацелен на поиск в окружающем пространстве тех явлений, которые выступают аналогами архетипических образов. Из последнего вытекает тот вывод, что многие окружающие человека явления оборачиваются всего лишь проекциями его собственной психики. Например, влюблённый наделяет женщину качествами, которые характерны не столько для неё как реального человека, сколько для его внутреннего образа женского архетипа.

### Архетипы и образы

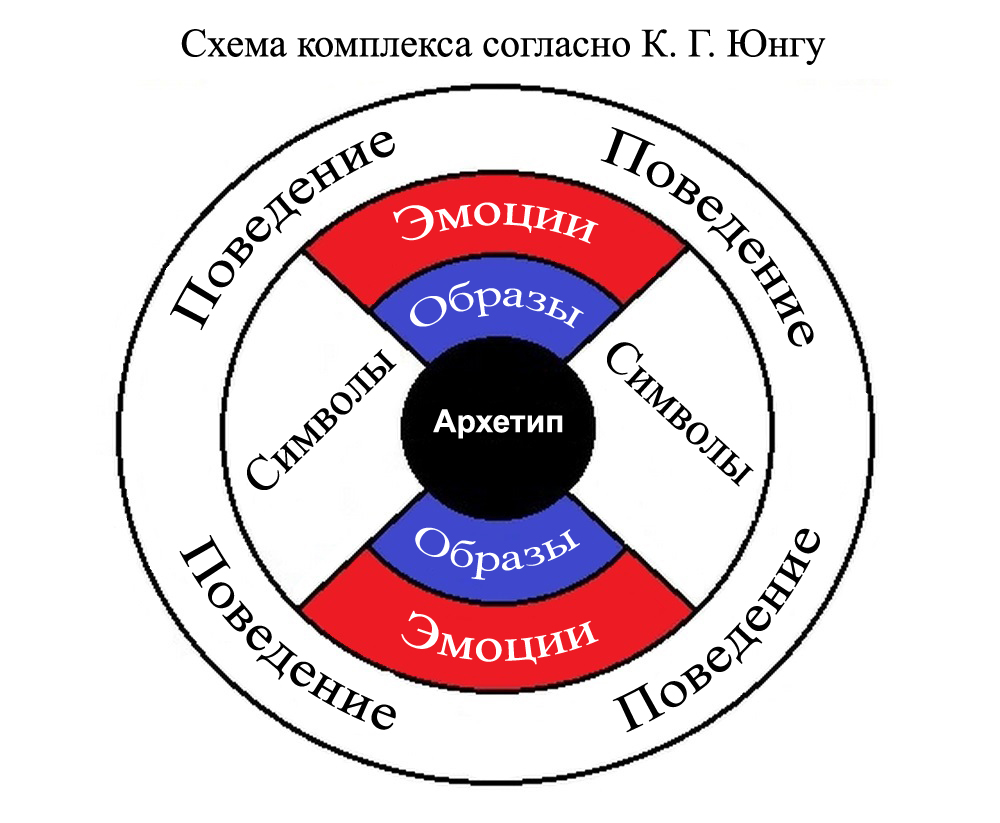

Категория архетипов необходима была Юнгу для того, чтобы ответить на возражения критиков о том, что образы наследоваться не могут. Поэтому архетип и образ являются ещё одним примером пары противоположностей в классической школе. Архетипы привлекают из сознательного разума те содержания, которые им подходят. В качестве таких содержаний фигурируют образы, которые в свою очередь вызывают эмоции — беспокойство, трепет, страх. Наконец, эмоции оказывают влияние на поведение. Такова схема функционирования коллективного психологического комплекса. В поздних работах швейцарского психиатра образы и эмоции объединяются термином «символы».
В то же время представители классической школы часто не проводили жёсткого различия между символом (архетипическим образом) и архетипом. Так, Джозеф Хендерсон использует словосочетания «героические символы», «архетип героя» и «образ героя» как синонимы. Фон Франц заявляла даже, что в центре психологического комплекса может находиться или архетип, или архетипический образ.
Не все образы следует считать архетипическими. Помимо того, что архетипический образ обязательно связан с эмоциями, юнгианцы обращали внимание на то, что у образов может быть иррациональное содержание. Например, у натуральных чисел со временем выявились свойства, которые не были задуманы людьми изначально; этот факт позволяет считать число архетипом.
Архетипические образы являются в сновидениях, а также в медитациях (в частности, при использовании метода активного воображения). Метод анализа образов и послужил названием для аналитической психологии.

### Классификация архетипов

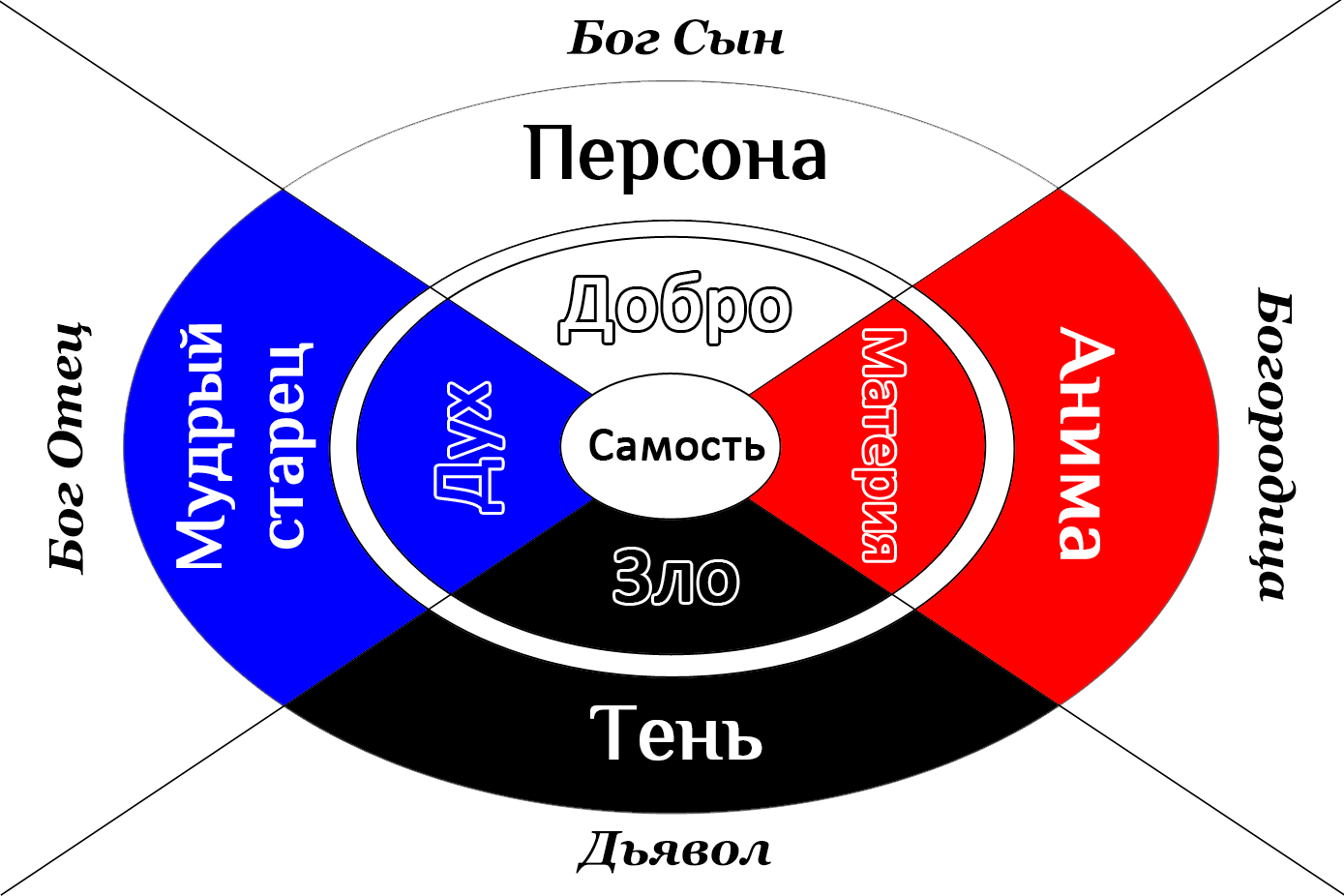
Схема архетипа четверицы на примере мужчины.

Юнг относил архетипы к числу бессознательных содержаний, неосознаваемых в принципе. Познать их можно только через логические выводы из образов, которые проявляются в предсознании. По этой причине выделять те или иные архетипы, а также строить их классификации можно лишь гипотетически. Описывая отдельные архетипы, Юнг не всегда стремился к их классификации. Так, в совместной с филологом Карлом Кереньи книге «Введение в сущность мифологии» (нем. Einführung in das Wesen der Mythologie, 1941 год) описаны архетипы младенца и девы, в книге «Четыре архетипа» (англ. Four archetypes, 1953 год) описаны архетипы матери, возрождения, духа и трикстера, однако они не приведены в какую-то систему.
В попытках классификации архетипов, которые предпринимал сам Юнг, сохраняется принцип выделения пар противоположностей. Так, дух и материя представляются как дихотомия архетипов единого unus mundus. При этом архетипу духа соответствует мужской архетипический образ Небесного отца, а архетипу материи — женский образ Великой матери, воплощающий собой Мать-Землю. Этот же подход применяется к индивидуальным архетипам. В наиболее близком к сознанию слое, который Винсент Броум называет мелкими архетипами, есть такая пара противоположностей, как персона и тень. В более глубоком слое архетипов души встречается пара анима и анимус. В ещё более глубоком слое архетипов духа — мудрый старец и хтоническая мать. По словам Юнга, для мужчины он сам, тень, анима плюс мудрый старец образуют архетип брачного кватерниона (трансцендентной четверицы), являющийся схемой самости (архетип четверицы подробно разбирается в книге «Ответ Иову», 1952 год). В варианте четверицы для женщины аниму надо заменить на анимус, а мудрого старца на хтоническую мать.
Дальнейшее развитие классификации архетипов шло следующими путями. Фон Франц отстаивала в книге «Психэ и материя» (1988 год) мысль, что архетипы группируются друг с другом не случайным образом, а согласно таинственному порядку — «игре архетипов». Подтверждение этому она видела в Зодиаке, знаки которого считала проекциями человеческой фантазии на небесные тела. Представитель школы развития Леопольд Стейн выдвинул в 1967 году идею о том, что у каждого архетипа должна быть только одна функция. В то время как Юнг описал целые агрегаты архетипов (самость, тень), которые аккумулируют несколько функций. Если продолжить мысль Стейна, то возможна классификация архетипов внутри какой-либо темы.

## Неортодоксальные концепции

### Архетипическая психология
Создателем архетипической психологии стал Джеймс Хиллман, в период 1959—1978 годов работавший директором по исследованиям Института К. Г. Юнга в Цюрихе. В 1971—1972 учебном году в рамках Терриевских лекций в Йельском университете он прочитал курс, на основе которого в 1975 году вышла книга «Пересмотр психологии» (англ. Re-visioning Psychology). Книга стала манифестом новой школы в рамках аналитической психологии.
Причиной появления нового направления стало несогласие Хиллмана с произвольностью толкования архетипических образов, которую допускали представители классической школы. Особой критики с его стороны удостоился Эрих Нойманн: с точки зрения Хиллмана, нет никаких оснований к тому, чтобы сводить всё разнообразие женских образов к единственному архетипу Великой матери. По той же причине он считал надуманным представление о самости как центральном архетипе, объединяющем остальные. Стремление классической школы унифицировать многообразие архетипических образов автор объяснял влиянием монотеизма. В то же время монотеизм не является единственно возможным мировоззрением. Хиллман напоминает, что Южная Европа несёт наследие античности, а той соответствовал политеизм. В частности, он обращает внимание на то, что Джамбаттиста Вико использовал 12 древнеримских Dii Majores в качестве одного из структурных элементов в «Основаниях новой науки об общей природе наций».
По причине произвольности архетипов и невозможности проверить правильность этих конструкций Хиллман предложил вообще отказаться от данного понятия и сосредоточиться на архетипических образах. Отрицая толкование образов, он считал целью анализа релятивизацию, уменьшение значимости эго и децентрализацию психики. Тем самым учение Хиллмана представляет собой пример постструктурализма, что сближает его с теорией деконструкции Жака Деррида и семиотической психологией Жака Лакана.
Отказавшись от архетипов, Хиллман вынужден был объяснить, откуда берутся образы. Для этого он воспользовался теорией mundus imaginalis французского исламоведа Анри Корбена. Ссылаясь на суфиев (Сухраварди, Ибн Араби и Муллу Садра Ширази), француз изложил концепцию трёх миров: двух крайних — мира чувственного восприятия и мира интеллигибельности, а также среднего между ними мира воображения. Такую же троичную схему Хиллман нашёл у Марсилио Фичино, который делил психику на разум, воображение и тело.

### Путешествие героя

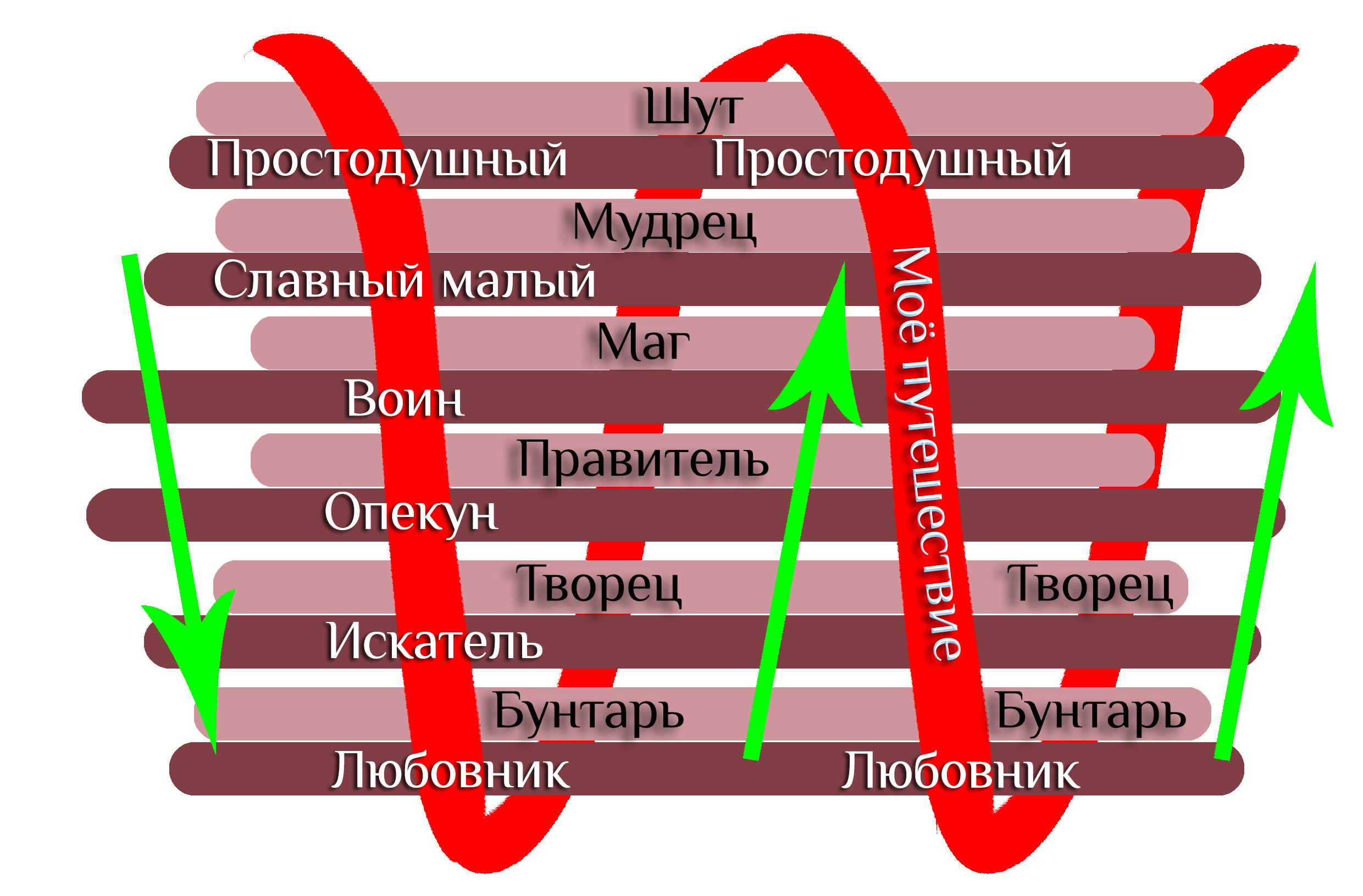
Архетипическое путешествие героя в концепции К. Пирсон.

#### Индикатор Пирсон-Марра
На базе одной из концепций создан специальный опросник, позволяющий выявить у человека доминирующий архетип — Pearson-Marr Archetype Indicator (PMAI). Его главной особенностью является то, что он получил признание со стороны Center for Applications of Psychological Type (CAPT) в Гейнсвилле, который учреждён Изабель Бриггс Майерс, одной из двух создательниц популярного профориентационного опросника MBTI (фундаментом для него тоже выступает учение Юнга). Сейчас CAPT официально применяет в целях психодиагностики как MBTI, так и PMAI.
В основе PMAI лежит архетип путешествия героя, модифицированный видной представительницей движения Нью Эйдж, американским филологом Кэрол Пирсон. Она соединила ранние наработки Эриха Нойманна и Джозефа Кэмпбелла с идеей психологического политеизма Джеймса Хиллмана.

#### Архетип героя
Первую мысль о том, что мифы всех народов содержат одинаковые «элементарные идеи», во второй половине XIX века высказал немецкий этнограф Адольф Бастиан. В 1909 один из учеников Фрейда, психоаналитик Отто Ранк в книге «Миф о рождении героя» (нем. Der Mythus von der Geburt des Helden) выделил 12 признаков, которые обычно встречаются в героических мифах. В 1912 году Юнг попытался приложить типичный мифический сюжет к жизни человека, сформулировав такую персонификацию либидо, как «герой». В 1936 году британский антрополог лорд Реглан написал книгу «Герой» (англ. The Hero: A study in tradition, myth and drama), в которой увеличил число общих признаков героя до 22 (подробнее см. en:Rank-Raglan mythotype).
Тема архетипа героя (или же архетипа путешествия героя) получила существенное развитие в 1948—1949 годах, когда почти одновременно вышли работы американского антрополога Пола Радина, его соотечественника филолога Джозефа Кэмпбелла и израильского психолога Эриха Нойманна. Радин опубликовал мифы индейцев племени виннебаго, в которых насчитал 4 стадии развития персонажа, связав их с проблемами, которые сопровождают человека по мере взросления. Спустя год в книге «Тысячеликий герой» Кэмпбелл вычленил типичные стадии мифического сюжета, назвав получившуюся структуру мономифом. Нойманн в сочинении «Происхождение и развитие сознания» попытался увязать стадии мифа со стадиями развития эго-комплекса и этапами человеческой жизни.

#### 12 архетипов Пирсон
Первоначально Пирсон представила модель, подразумевающую прохождение 6 архетипов как этапов путешествия героя (в книге «Внутренний герой», 1986 год). Правда, при этом она оговаривалась, что человек необязательно проживает один архетип за другим согласно схеме. В изданной в 1991 году книге «Пробуждение внутренних героев» число архетипов выросло до 12. Впоследствии автор совместно с Хью Марром (англ. Hugh K. Marr) создала опросник PMAI.
| №  | Название архетипа       | Главная функция                                                               | Архетипический образ                                                                          | Связь с MBTI           | Связь с MBTI                                                                                  |
| -- | ----------------------- | ----------------------------------------------------------------------------- | --------------------------------------------------------------------------------------------- | ---------------------- | --------------------------------------------------------------------------------------------- |
| 1  | Простодушный (Innocent) | Развитие веры, уверенности и оптимизма                                        | Дафна                                                                                         | E—I S—N T—F J—P Стресс | E (экстраверсия) p < 0,001 — P (восприятие) p < 0,05 Низкий p < 0,001                         |
| 2  | Славный малый (Orphan)  | Осознание, что бывают также плохие вещи, и развитие реализма                  | Главная героиня «Девочки со спичками» Х. К. Андерсена                                         | E—I S—N T—F J—P Стресс | I (интроверсия) p < 0,001 — F (чувство) p < 0,001 — Высокий p < 0,001                         |
| 3  | Воин (Warrior)          | Обучение соревнованию, достижению целей и, если нужно, защите себя            | Хоу И, «китайский Геракл»                                                                     | E—I S—N T—F J—P Стресс | E (экстраверсия) p < 0,001 — T (мышление) p < 0,001 — —                                       |
| 4  | Опекун (Caregiver)      | Демонстрация заботы и сочувствия к другим, помощь                             | Деметра                                                                                       | E—I S—N T—F J—P Стресс | — F (чувство) p < 0,001 — Высокий p < 0,01                                                    |
| 5  | Искатель (Seeker)       | Желание отличаться, готовность пробовать новые вещи                           | Пастух Сантьяго из «Алхимика» П. Коэльо                                                       | E—I S—N T—F J—P Стресс | — N (интуиция) p < 0,001 — P (восприятие) p < 0,01 Высокий p < 0,001                          |
| 6  | Любовник (Lover)        | Любить других, быть романтичным и близким, брать на себя обязательства        | Алкиона                                                                                       | E—I S—N T—F J—P Стресс | E (экстраверсия) p < 0,001 N (интуиция) p < 0,05 F (чувство) p < 0,001 — —                    |
| 7  | Бунтарь (Destroyer)     | Отпускать и начинать с начала; предпринимать действия в безвыходных ситуациях | Хун Хунахпу, погибший и воскресший герой «Пополь-Вуха»                                        | E—I S—N T—F J—P Стресс | I (интроверсия) p < 0,001 N (интуиция) p < 0,01 F (чувство) p < 0,05 — Высокий p < 0,001      |
| 8  | Творец (Creator)        | Демонстрация воображения, новаторства и одарённости                           | Ильматар, финская богиня-демиург                                                              | E—I S—N T—F J—P Стресс | E (экстраверсия) p < 0,001 N (интуиция) p < 0,001 — P (восприятие) p < 0,001 Высокий p < 0,05 |
| 9  | Правитель (Ruler)       | Брать ответственность, жить в соответствии со своими ценностями               | Король Артур                                                                                  | E—I S—N T—F J—P Стресс | E (экстраверсия) p < 0,001 — T (мышление) p < 0,001 J (суждение) p < 0,001 Высокий p < 0,001  |
| 10 | Маг (Magician)          | Творить перемены, изменяя свой образ мыслей или поведение                     | Мисс Мэйб (англ. Miss Mabe), героиня одной из легенд, записанных Чарльзом Ведби               | E—I S—N T—F J—P Стресс | E (экстраверсия) p < 0,01 N (интуиция) p < 0,001 F (чувство) p < 0,001 — —                    |
| 11 | Мудрец (Sage)           | Мыслить ясно, критически и формулировать собственное мнение                   | Раввин из сборника еврейского фольклора «It Could always be Worse», составленного Марго Цемах | E—I S—N T—F J—P Стресс | — N (интуиция) p < 0,001 T (мышление) p < 0,001 — —                                           |
| 12 | Шут (Jester)            | Получать удовольствие от жизни и работы; наслаждаться моментом                | Тиль Уленшпигель                                                                              | E—I S—N T—F J—P Стресс | E (экстраверсия) p < 0,001 — P (восприятие) p < 0,001 Низкий p < 0,01                         |

#### Оценка PMAI
В 2008 году специалисты CAPT исследовали PMAI на предмет совместимости с опросником MBTI. Несмотря на то, что 28 из 37 гипотез показали p-значения < 0,05, исследователи пришли к выводу, что PMAI и MBTI измеряют разные свойства. В 2015 году сотрудники Тихоокеанского государственного медицинского университета (Владивосток) изучали корреляции между PMAI, MBTI, многофакторным личностным опросником Р. Кеттелла (форма С) и вопросником В. И. Гарбузова для выявления доминирующего инстинкта. Исследователи пришли к выводу, что систему Пирсон можно использовать как типологию личности, хотя интерпретация результатов PMAI является малоинформативной.

## Критика

### Образы не наследуются
Зоолог Адольф Портман утверждал, что инстинкты высших животных соответствуют архетипам у людей. Впоследствии попытки связать учение об архетипах с этологией предпринимали юнгианские психологи Майкл Фордхам (в 1957 году), Иоланда Якоби (1959 год), Энтони Сторр (1973 год), Мария-Луиза фон Франц (1975 год) и Энтони Стивенс (1982 год).
В конце 1990-х — начале 2000-х годов Джин Нокс (англ. Jean Knox) предприняла попытку объединить теорию архетипов с современными достижениями когнитивистики и психологии развития, для чего обратилась к теории привязанности Джона Боулби. По её версии, ментальные модели человека складываются как результат взаимодействия наследуемых архетипов и индивидуального опыта. В этой схеме архетипы выступают катализаторами для развития личности, своего рода строительными лесами. В то же время не менее важен индивидуальный опыт взаимодействия человека с ключевыми фигурами привязанности, например, с родителями в детстве.

## Влияние

### Педагогика
Профессор университета Бригама Янга Клиффорд Мэйес выдвинул в 1999 году идею, что использование архетипов могло бы принести пользу в профессиональной деятельности. Мэйес опробовал эту гипотезу на школьных учителях. По результатам своих опытов он сформулировал концепцию архетипической педагогики.

### Маркетинг
В 2001 году бывший исполнительный вице-президент компании Young & Rubicam Маргарет Марк в соавторстве с Кэрол Пирсон написала книгу «Герой и бунтарь», посвящённую использованию архетипов в брэндинге. По мысли авторов, более конкурентоспособны те фирмы, которые используют при построении своих брендов универсальные образы, восходящие в своей основе к архетипам. Марк и Пирсон разделили человеческие потребности на две дихотимии: стабильность против мастерства и принадлежность против независимости. В соответствии с этим они разделили созданную ранее Пирсон систему архетипов на четыре мотивационные категории:
- потребность в стабильности и контроле — Творец (LEGO, Apple), Заботливый (Nivea), Правитель (Mercedes-Benz, Audi, Rolex);
- потребность в принадлежности и обладании — Шут (Ben & Jerry’s), Славный малый (IKEA, Levi's), Любовник (Bacardi);
- потребность в риске и мастерстве — Герой (BMW, Nike), Бунтарь (Linux, Harley-Davidson), Маг (Абсолют, Red Bull);
- потребность в независимости и самореализации — Простодушный (Coca-Cola), Искатель (Starbucks, Land Rover), Мудрец (Sony, Philips).

Идею использования архетипов в брендинге поддержали А. Бенгала (англ. A. Bengala, 2005 год), Михель Янсен (англ. Michel Jansen, 2006 год), С. Сирадж и С. Кумари (англ. S. Siraj, S. Kumari, 2011 год). Вместе с тем проведённое Даниэлем Камло и Педро Кальмоном (англ. Daniel Kamlot, Pedro Calmon) исследование по поводу того, к какому архетипу публика относит бразильское пиво Skol, дало неоднозначные результаты. С одной стороны, подтвердилась гипотеза маркетологов о том, что бренд может ассоциироваться с двумя архетипами, первичным и вторичным. По результатам опроса лояльных потребителей с большим отрывом лидировали ассоциации с архетипами Шут (91 %) и Простодушный (74 %). С другой стороны, среди нелояльных потребителей доминировала ассоциация с архетипом Маг (83 %). Все эти архетипы относятся к разным мотивационным категориям. Авторы объяснили противоречия в восприятии недоработками со стороны владельца бренда.

### Феминизм
В 1970-е годы популярность идей Юнга в профессиональной и академической среде США значительно уступала фрейдизму. Психологов и психиатров юнгианского толка насчитывалось в 17,6 раза меньше по сравнению с последователями Фрейда. Объяснялось это тем, что Юнг воспринимался в массовом сознании как мистик и оккультист. Среди представителей «помогающих» профессий, которые были готовы к восприятию юнгианства, с большим отрывом лидировали священники (89 % против 57 % среди психиатров). В таких условиях сложились благоприятные обстоятельства для усвоения концепций Юнга американскими сторонниками Нью Эйдж, особенно феминистками. В последнем случае юнгианство стало источником для феминистского культа богинь.
Истоки культа восходят к очерку одной из «юнгфройен» Тони Вольф, который назывался «Структурные формы женской психики». Сперва он был прочитан в виде доклада на заседании психологического клуба в Цюрихе в 1934 году, затем в 1951 году опубликован, а ещё через пять лет переведён на английский язык. В очерке описаны четыре формы психики женщины: мать, гетера, амазонка и медиум. В 1971 году профессор психиатрии и религии из Нью-Йорка Анна Уланова в книге «Женщина в юнгианской психологии и христианской теологии» определила для каждой из структурных форм свой доминирующий архетип: для матери это богиня-мать, для гетеры — аналогичное мужское божество (Великий отец), для амазонки — дева, для медиума — мудрая женщина.
Существенным вкладом в развитие темы стала книга Эриха Нойманна «Великая мать» (1955 год), где автор проанализировал архетип богини-матери, посвятив при этом значительную часть произведения вопросам женской психологии. Нойманн получил порцию критики от историков культуры, которые указывали на то, что автор использовал устаревшую концепцию матриархата Иоганна Бахофена. Тем не менее идея о том, что первоначально в человеческом обществе доминировали женщины, была принята феминистками с одобрением.

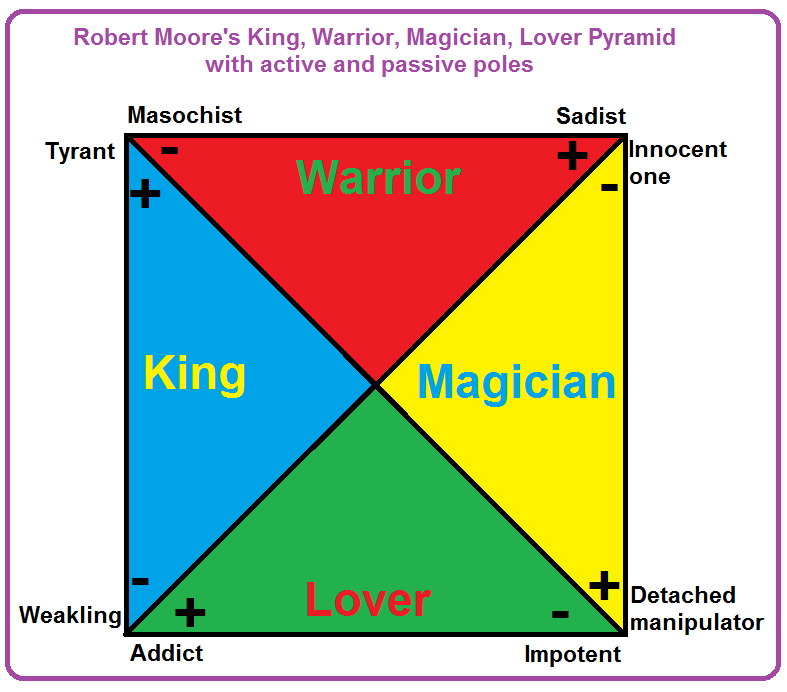
Концепция мужских архетипов Р. Мура.

Главным проводником идеи архетипов в Северной Америке выступил филолог Джозеф Кэмпбелл, являвшийся коллегой Нойманна по клубу Эранос. Помимо написания бестселлера «Герой с тысячью лицами» и других сочинений, в период с 1954 по 1969 годы он издал в США шесть томов материалов ежегодных Эраносских конференций, а в 1971 году выпустил краткий пересказ идей Юнга (англ. The Portable Jung). Через Кэмпбелла идею идиллического первобытного матриархата восприняла археолог Мария Гимбутас, в чьих произведениях, начиная с 1974 года, создавался образ гиноцентричной Старой Европы. Кэмпбелл даже выступил автором предисловия к её книге «Язык богинь» (1989 год). Уже под влиянием Гимбутас, сыгравшей роль идеолога академического феминизма, появились труды представительниц Нью Эйдж, которые использовали метафору «внутренней богини» в качестве символа женской эмансипации. Примерами таких сочинений можно назвать «Спуск к богине» Сильвии Брайнтон Переры (1981 год) или «Богини в каждой женщине» Джин Болен (1984 год).
Впрочем, аналогичного рода работы создавались и в отношении мужских архетипов. Х. Бах (нем. H. J. Bach) выделил в 1972 году четыре основных типа в архетипическом комплексе отношений между отцом и сыном. В начале 1980-х в США в ответ на расцвет феминизма и Нью Эйдж возникло мужское мифопоэтическое движение, в котором участвовал в том числе и Джеймс Хиллман. В 1990 году один из лидеров движения, Роберт Мур, вместе с Дугласом Джиллетом описал 4 мужских архетипа — короля, воина, мага и любовника.

### Эзотерика
Шведский историк религии Олаф Хаммер обращает внимание на то, что после Юнга в понимании архетипов остались большие «белые пятна». Список архетипов является открытым, и отсутствуют чёткие критерии того, какие образы считать архетипичными. Это позволяет наполнять архетипы очень разным содержанием. В частности, американский астролог Стивен Арройо в книге «Астрология, психология и четыре стихии» (1975 год) развивает мысль Марии-Луизы фон Франц о том, что астрология также является частью мифологии, поэтому её символы являются архетипами. Как замечает Хаммер, то же самое можно сказать про карты Таро, тем самым подразумевая книгу Салли Николс «Юнг и Таро».

### Словари
- Архетип (Archetype) // Психоаналитические термины и понятия: Словарь = Psychoanalytic terms and concepts / Под ред. Б. Э. Мура и Б. Д. Файна. — М.: Класс, 2000. — С. 32—33. — 304 с. — (Библиотека психологии и психотерапии, вып. 79). — 2,000 экз. — ISBN 5-86375-023-5.
- Архетипы / Аверинцев С. С. // Мифы народов мира : Энцикл. в 2 т. / гл. ред. С. А. Токарев. — 2-е изд. — М. : Советская энциклопедия, 1987. — Т. 1 : А—К. — 671 с.
- Зеленский В. В. Архетипы // Толковый словарь по аналитической психологии. — 3-е изд. — М.: Когито-Центр, 2008. — С. 44—47. — 336 с. — 2,000 экз. — ISBN 978-5-89353-234-0.
- Ребеко Т. А. Архетип // Энциклопедия эпистемологии и философии науки / Гл. ред. И. Т. Касавин. — М.: Канон+, РООИ «Реабилитация», 2009. — С. 72—73. — 1248 с. — 800 экз. — ISBN 978-5-88373-089-3.

### Книги
- Беннет Е.-А. Что на самом деле сказал Юнг = What Jung really said. — АСТ: Астрель, 2009. — 160 с. — (Философия). — 2,500 экз. — ISBN 978-5-17-055779-0.
- Кембриджское руководство по аналитической психологии = The Cambridge companion to Jung / Под ред. П. Янг-Айзендрат и Т. Даусона. — 2-е изд. — М.: Добросвет, КДУ, 2014. — 476 с. — (Глубинная психология и психоанализ). — 1,000 экз. — ISBN 978-5-98227-179-2.
- Кэмпбелл Дж. Пути к блаженству: Мифология и трансформация личности = Pathways to bliss: Mythology and personal transformation. — М.: Открытый Мир, 2006. — 320 с. — 3,000 экз. — ISBN 5-9743-0043-2.
- Марк М., Пирсон К. Герой и бунтарь: Создание бренда с помощью архетипов = The Hero and the Outlaw: Building extraordinary brands through the power of archetypes. — СПб.: Питер, 2005. — 336 с. — (Маркетинг для профессионалов). — 3,500 экз. — ISBN 5-94723-616-8.
- Самуэлс Э. Юнг и постъюнгианцы: Курс юнгианского психоанализа = Jung and the Post-Jungians. — М.: ЧеРо, 1997. — 416 с. — ISBN 5-88711-042-2.
- Франц М.-Л. фон. Архетипическое измерение психики = Archetypal dimensions of the Psyche. — М.: Клуб Касталия, 2017. — 198 с.
- Франц М.-Л. фон. Психэ и материя = Psyche und Materie. — М.: Клуб Касталия, 2013. — 324 с.
- Хиллман Дж. Архетипическая психология. — М.: Когито-Центр, 2006. — 351 с. — (Юнгианская психология). — 2,000 экз. — ISBN 5-89353-186-8.
- Энциклопедия глубинной психологии: В 4 томах = Tiefenpsychologie: 4 Bände / Гл. ред. Д. Эйке. — М.: Когито-Центр, МГМ, 2004. — Т. IV. Индивидуальная психология. Аналитическая психология. — 588 с. — (Psychologie des 20 Jahrhunderts). — 4,000 экз. — ISBN 5-89353-076-4.
- Юнг К. Г. Очерки по психологии бессознательного = Two essays on analitical psychology. — 2-е изд. — М.: Когито-Центр, 2010. — 352 с. — 2,000 экз. — ISBN 978-5-89353-240-1.
- Юнг К. Г. Эон: Исследования о символике самости = Aion: Researches into the phenomenology of the Self. — М.: Академический Проект, 2009. — 340 с. — (Психологические технологии). — 3,000 экз. — ISBN 978-5-8291-1128-1.
- Юнг К. Г. Mysterium Coniunctionis (Таинство воссоединения) = Mysterium Coniunctionis. — Минск: Харвест, 2003. — 576 с. — 5,000 экз. — ISBN 985-13-1207-Х.
- Юнг К. Г. и др. Человек и его символы = Man and his symbols. — М.: Медков С. Б., 2006. — 352 с. — 2,000 экз. — ISBN 5-902582-08-3.
- Jacobi J. Complex/Archetype/Symbol in the Psychology of C. G. Jung = Komplex, Archetypus, Symbol in der Psychologie C. G. Jungs. — 3d ed. — Princeton, New Jersey: Princeton University Press, 1974. — XII, 230 p. — (Bollingen Series, Vol. LVII). — ISBN 0-691-09720-8.
  - Jacobi J. Complex/archetype/symbol in the Psychology of C. G. Jung. — Routledge, 1999. — ISBN 9780415209397.
- Jung C. G. Psychology of the Unconscious: A Study of the Transformations and Symbolisms of the Libido = Wandlungen und Symbole der Libido. — 1st ed. — New York: Moffat, Yard and Company, 1916. — LV, 566 p.
  - Юнг К. Г. Символы трансформации = Symbols of Transformation. — М.: АСТ, 2008. — 731 с. — (Philosophy). — 3,000 экз. — ISBN 978-5-17-039319-0.
- Kirsch T. B. The Jungians: A comparative and historical perspective. — 1st ed. — Routledge, 2001. — 276 p. — ISBN 978-0-41515-861-9.
- Knox J. Archetype, Attachment, Analysis: Jungian Psychology and the Emergent Mind. — 1st ed. — Routledge, 2003. — XVIII, 248 p. — ISBN 978-1-58391-128-6.
- Pearson C., Marr H. What story are you living? A workbook and guide to interpreting results from the PMAI instrument. — 1st ed. — Гейнсвилл: Center for Applications of Psychological Type, 2007. — 163 p. — ISBN 978-0-935652-78-9.

### Статьи
- McPeek R. W. The Pearson-Marr Type Indicator and psychological type (англ.) // Journal of Psychological Type : журнал. — 2008. — Iss. 7. — P. 52—67. — ISSN 0895-8750.